# Rhoose
Rhoose (in lingua gallese: Y Rhws) è un villaggio e community situato presso il mare (il Canale di Bristol) nel Vale of Glamorgan, nel Galles, presso Barry. Risulta essere il centro abitato più a sud dell'intero Galles.
Nel villaggio si trova l'Aeroporto di Cardiff, in precedenza chiamato RAF Rhoose, un parco divertimenti (Fontygary Leisure Park), alcuni negozi, una biblioteca, due pub (The Fontygary Inn e Highwayman), Rhoose Social Club, e un club attivo per il nuoto per salvamento (Rhoose Lifeguards).
Rhoose è uno dei villaggio con lo sviluppo più rapido del Vale of Glamorgan, e i due sviluppi più recenti riguardano "The Hollies" e Rhoose Point. L'ulteriore espansione di Rhoose Point fu fermata nel 2008, a causa dei problemi relativi alle infrastrutture di drenaggio.
La stazione di Rhoose Cardiff International Airport ha subito numerosi ritardi burocratici prima dell'apertura definitiva del giugno 2005. Attualmente vi sono treni ogni ora per Cardiff e Bridgend passando per Barry e il Vale of Glamorgan.